# Georges d'Amboise
Georges d'Amboise (Chaumont-sur-Loire, 1460 - Lyon, 25 de mayo de 1510) fue un eclesiástico y hombre de estado francés, obispo de Montauban, arzobispo de Narbona y de Rouen, cardenal de Alejandro VI, legado de Julio II en Francia, papable, diplomático, presidente de los estados de Normandía, primer ministro del rey Luis XII, coleccionista de arte, bibliófilo y mecenas.

## Biografía

### Familia
Nació en el castillo de Chaumont, que servía como residencia a la Casa de Amboise, una familia noble con considerable presencia en el ámbito eclesiástico. Su padre, Pierre d'Amboise († 1473), fue chambelán de los reyes Carlos VII y Luis XI, así como embajador en Roma; su madre fue Anne de Beuil († 1468), hija de Jean IV de Bueil y de Marguerite, delfina de Auvergne y condesa de Sancerre.  
Georges fue el último o penúltimo de diecisiete hermanos: Charles, que fue gobernador de Isla de Francia, Champaña y Borgoña, y consejero de Luis XI; Jean, Louis, Pierre y Jacques fueron obispos; Emery, gran maestre de San Juan de Jerusalén; otro Jean, teniente del rey en Normandía, y Hugues, capitán de la casa de Luis XII.  De sus ocho hermanas, tres entraron en religión.

### Ascenso eclesiástico
Con el apoyo de su hermano Charles, que tras la muerte del padre era el cabeza de familia, y el favor de Luis XI, comenzó su carrera eclesiástica.  Protonotario apostólico y doctorado en derecho, fue abad comendatario de Saint-Paul de Narbona, de Grandselve, canónigo de la catedral de Langres durante el episcopado de su hermano Jean, limosnero del rey, prior de Laissac y preboste de Saint-André de Gaillac.
En 1482 el cabildo catedralicio de Narbona le eligió como su obispo, pero renunció a la sede en favor de François Hallé, que había sido nombrado por el rey Luis XI, y recibió a cambio la de Montauban.

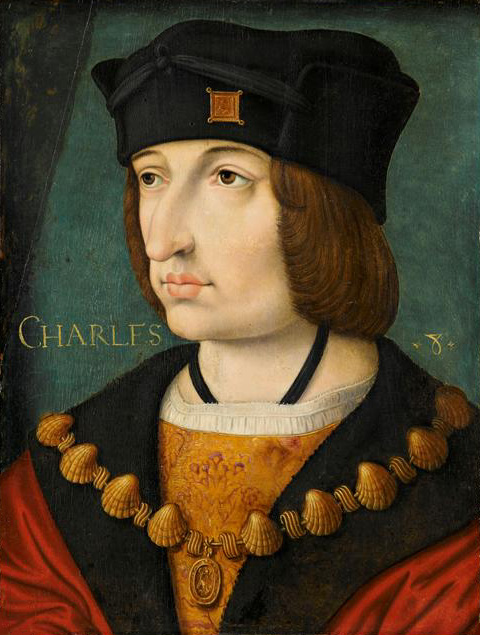
Carlos VIII.

### La guerra loca
El año siguiente murió el rey Luis XI y su hijo Carlos VIII, menor de edad, quedó bajo la tutela de Ana de Beaujeu mientras un grupo de nobles intentaba hacerse con su custodia.  Alineado con uno de estos últimos (Luis, duque de Orléans) en la Guerra loca, D'Amboise estuvo involucrado en el intento de llevarse a Carlos a Bretaña, lo que le llevó a la cárcel en enero de 1487; con la intermediación del papa Inocencio VIII fue liberado en febrero de 1489, con la obligación de no salir de su diócesis.   
Tras su liberación maniobró para conseguir la libertad del duque de Orléans, que se hizo efectiva en junio de 1491, lo que le valió su confianza de por vida.
Tras la muerte de Hallé en 1492 le sucedió como arzobispo de Narbona, y desde 1493 lo fue de Ruan. 
En 1494 Luis de Orleans le nombró su lugarteniente en Normandía; su gobierno aquí, interrumpido por sus frecuentes viajes a Italia, estuvo marcado por una profunda reforma en el sistema judicial, así como por una bajada de impuestos generalizadas. El año siguiente ambos se hallaban juntos en la primera guerra italiana para conquistar el Reino de Nápoles.  

### Cardenal

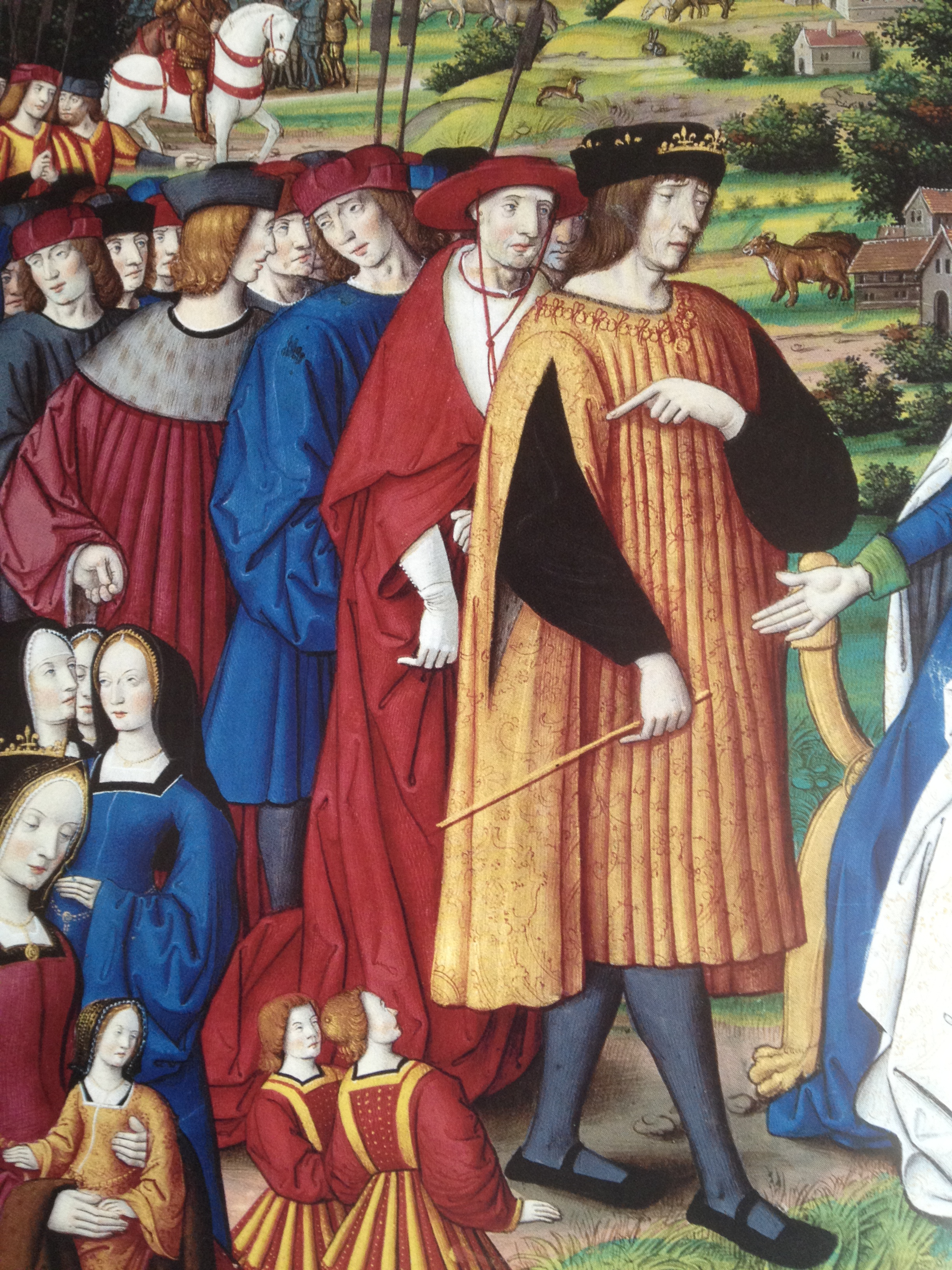
Luis XII y D'Amboise en Remèdes de l'une et l'autre fortune de Petrarca.

La muerte de Carlos VIII en 1498 y el ascenso al trono francés de Luis XII supusieron para D'Amboise su despegue definitivo en política y religión.  
Presentado por el nuevo rey, Alejandro VI le creó cardenal en el consistorio del 17 de septiembre de 1498, con título de San Sixto.  César Borgia fue el encargado de entregarle el capelo, que le fue impuesto por Giuliano della Rovere en la iglesia de San Máximo de Chinon el 21 de diciembre.
Legado pontificio en Francia desde 1501, fue destacado participante de la diplomacia durante la Guerra italiana de 1499-1501, se halló presente en la firma del Tratado de Trento para conseguir del emperador Maximiliano I la investidura del Ducado de Milán para el rey francés e intervino como lugarteniente de éste en la campaña de 1503 de la guerra de Nápoles. 

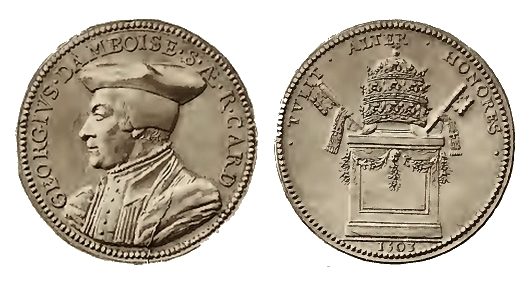
Medalla con la efigie del cardenal (1503).

### Papable
Alejandro VI murió en 1503, y en los días siguientes D'Amboise estaba seguro de ser elegido papa, pero las cosas no salieron como esperaba: estaba previsto que los once cardenales españoles apoyarían su candidatura siguiendo las instrucciones de César Borgia, pero cuando éste salió de Roma, tal apoyo desapareció; Ascanio Sforza había prometido su voto a cambio de ser liberado de su prisión en Francia, pero una vez en Italia cambió de opinión; Luigi d'Aragona también mudó de parecer, y en el cónclave de septiembre la elección se disputó entre los cardenales D'Amboise, Della Rovere, Carvajal, Caraffa, Pallavicini, Riario y Castro.  Incapaces de imponer a su favorito, todas las partes aceptaron elegir un papa de transición que no fuera contrario a sus intereses, y el anciano y enfermo Francesco Piccolomini fue coronado como Pío III. 
El nuevo papa murió antes de un mes, y en el cónclave de octubre estaba claro que D'Amboise no saldría elegido, así que dio su voto a Della Rovere, el candidato italiano más afín a Francia y con más posibilidades, que resultó elegido como Julio II.

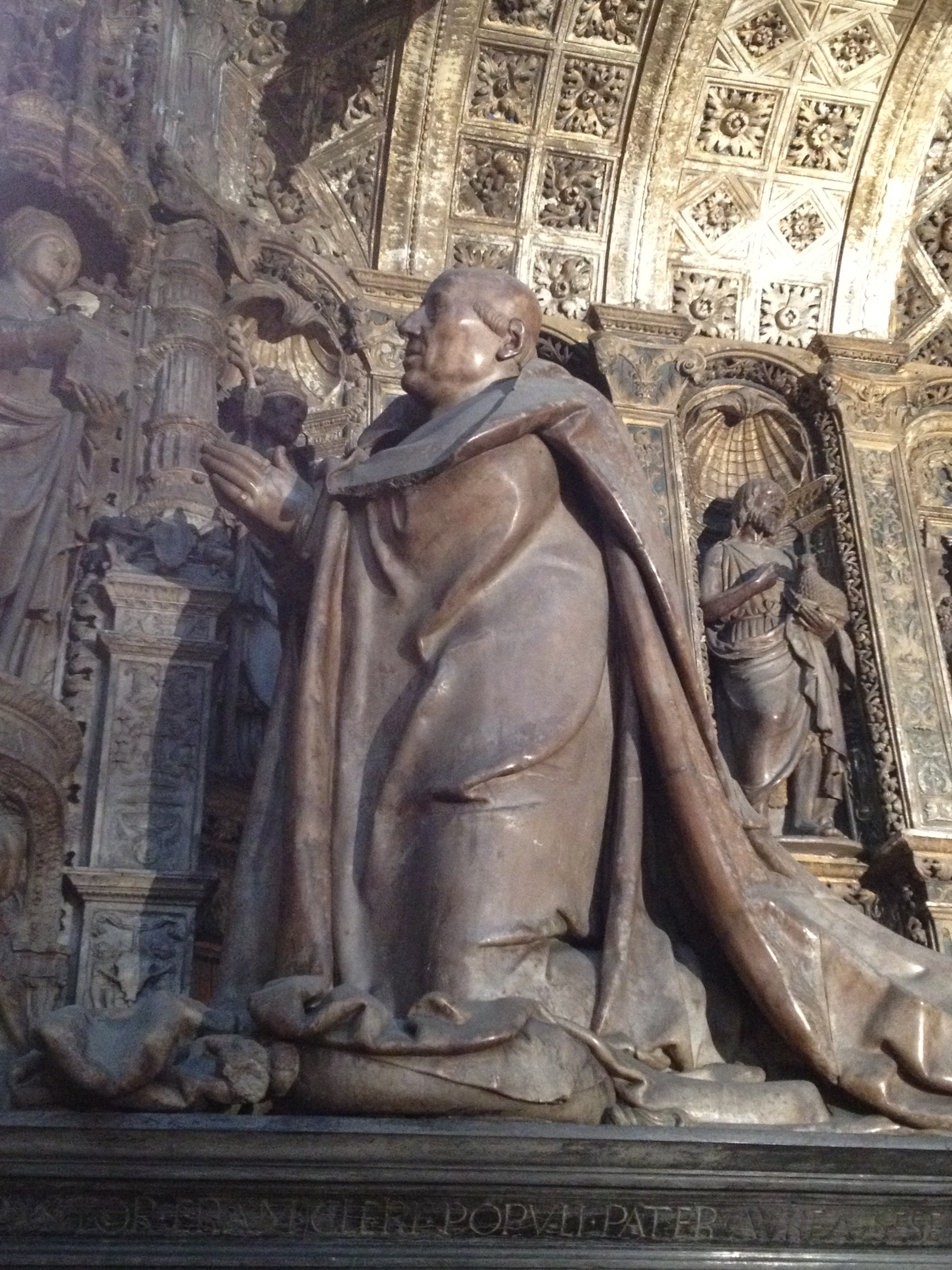
Estatua orante del cardenal en la catedral de Rouen.

### Muerte
En 1510 regresaba desde Italia a Francia cuando a la altura de Lyon debió detener su viaje por haber caído enfermo de gota y fiebre; varios días después murió a los cincuenta años de edad en el convento de los celestinos de esta ciudad.
Su corazón y sus entrañas fueron depositados al pie del altar mayor de la iglesia del convento de los celestinos de Lyon.  
Su cuerpo fue trasladado a Rouen en un ataúd de plomo, velado en la abadía de Saint-Ouen por los frailes benedictinos del abad Antoine Bohier y tras un funeral multitudinario y pomposo al que asistieron las mayores personalidades del reino, sepultado en la capilla de la virgen de la Catedral de Ruan.   
Pocos años después su sobrino mandó erigir aquí un suntuoso mausoleo, obra de Roulland Le Roux y Pierre des Aubeaux.